# The One With The Thumb
The One With The Thumb, på svenska ungefär Den Med Tummen, är det tredje avsnittet av den första säsongen av sitcom/komedi-TV-serien Vänner och det sändes den 6 oktober 1994.

## Handling
I början av avsnittet hjälper Chandler Joey att repetera inför en audition. Repetetionen kräver att Joey ska röka en cigarett, och eftersom Joey inte är en rökare hostar han efter att ha tagit ett bloss. Chandler som brukade röka demonstrerar "riktig" rökningsteknik för Joey. När Joey frågar om Chandler saknar rökningen säger Chandler nej. Men när han tar ett bloss utropar han "Herregud" och tar upp sin gamla vana igen.
Genom avsnittet försöker vännerna han att sluta, vilket irriterar honom mycket. Han försvarar sig genom att säga att det "ful ovana" och att alla i gänget har en, som att Monica fnyser, Joey knäcker fingrarna och Phoebe tuggar på sitt hår.
Phoebe upptäcker att hennes bank gett henne 500 dollar extra av misstag. Vännerna försöker få henne att behålla pengarna, men hon bestämmer sig för att lämna tillbaka dem. Men istället för att ta tillbaka pengarna ger banken henne ytterligare 500 dollar och en fotbollstelefon. Hon ger sina 1 000 dollar som hon inte vill ha till Lizzy, en hemlös kvinna (som kallar Phoebe "konstiga tjejen"). Lizzy köper en läsk till Phoebe som hittar en avhuggen tumme i burken. Läskföretaget ger Phoebe 7 000 dollar som hon erbjuder Chandler om han slutar röka och Chandler går glatt med på det.
Monica börjar dejta en kille som heter Alan, men hon är rädd för att presentera honom för vännerna, eftersom de tidigare gjort så att det tar slut mellan hennes pojkvänner. Till hennes förvåning så hittar vännerna inget fel med Alan, och de gillar hans sällskap mycket bra. Men när Monica bestämmer sig för att göra slut med Alan, berättar han att han inte tålde hennes vänner.

## Kuriosa
- Monicas fnysningar, Joeys fingerknäckningar och Phoebes hårtuggande dyker aldrig upp igen efter att de synts i det här avsnittet.
- Chandlers kamp mot att sluta röka som pågår genom hela serien börjar i det här avsnittet.
- För att få pengarna från Phoebe skulle Chandler aldrig röka igen, men det gjorde han i ett par till avsnitt under seriens gång.
- Första gången man får se Chandlers och Joeys lägenhet.

## Tabbar
- Under slutscenen syns en träbalk som håller upp kulisserna.
- I slutscenerna har vännerna på sig samma kläder som de hade i början av The One With The Sonogram At The End.

## Citat
- Ross: - Okay, I think it's time to change somebody's nicotine patch.

Monica: - Where's Joey?
Chandler: - Joey ate my last stick of gum, so I killed him. Do you think that was wrong?

## Medverkande
- Regisserad av Jeffrey Astrof & Mike Sikowitz
- Regisserad av James Burrows
- Geoffrey Lower som Alan
- Beth Grant som Lizzy
- Jenifer Lewis som Paula